# مات ميلر (لاعب كرة قاعدة أمريكي)
مات ميلر (بالإنجليزية: Matt Miller)‏ هو لاعب كرة قاعدة أمريكي، ولد في 23 نوفمبر 1971 في غرينوود في الولايات المتحدة.

## وصلات خارجية
- مات ميلر على موقعبيزبول رفرنس.كوم (الدوري الرئيسي) (الإنجليزية)